# Sleepy Eye
Sleepy Eye é uma cidade localizada no estado americano de Minnesota, no Condado de Brown.

## Demografia
Segundo o censo americano de 2000, a sua população era de 3515 habitantes.
Em 2006, foi estimada uma população de 3489, um decréscimo de 26 (-0.7%).

## Geografia
De acordo com o United States Census Bureau tem uma área de
5,0 km², dos quais 4,3 km² cobertos por terra e 0,7 km² cobertos por água. Sleepy Eye localiza-se a aproximadamente 312 m acima do nível do mar.

## Localidades na vizinhança
O diagrama seguinte representa as localidades num raio de 24 km ao redor de Sleepy Eye.